# Dudu (futebolista, 1997)
Luis Eduardo Marques dos Santos, mais conhecido apenas como Dudu (Gama, 30 de maio de 1997), é um futebolista brasileiro que atua como lateral-direito. Atualmente joga pelo Atlético Goianiense, emprestado pelo Athletico Paranaense.

## Carreira

### Figueirense
Revelado nas categorias de base do Figueirense, Dudu fez sua estreia em um jogo contra o Fluminense, no dia 27 de novembro de 2016, onde o jogo terminou em vitória para o Figueirense no placar de 1–0.
Dudu fez um bom Campeonato Catarinense, mesmo com o ano desastroso da equipe, e ganhou dois troféus na premiação do campeonato. Ele ganhou troféu de bronze na categoria de melhor lateral-direito e troféu de ouro na categoria de jovem revelação. 
Na Série B de 2017 ele se destacou e despertou interesse de grandes clubes do futebol brasileiro, como São Paulo e Internacional.

### Internacional
No dia 29 de dezembro de 2017, Dudu foi confirmado como novo reforço do Internacional.

## Títulos
Atlético Goianiense
- Campeonato Goiano: 2020, 2022[3]

Fortaleza
- Campeonato Cearense: 2023
- Copa do Nordeste: 2024

### Prêmios individuais
- Revelação do Campeonato Catarinense de Futebol de 2017